# Synema tadzhikistanicum
Synema tadzhikistanicum là một loài nhện trong họ Thomisidae.
Loài này thuộc chi Synema. Synema tadzhikistanicum được miêu tả năm 1960 bởi Utochkin.